# 닐 모한

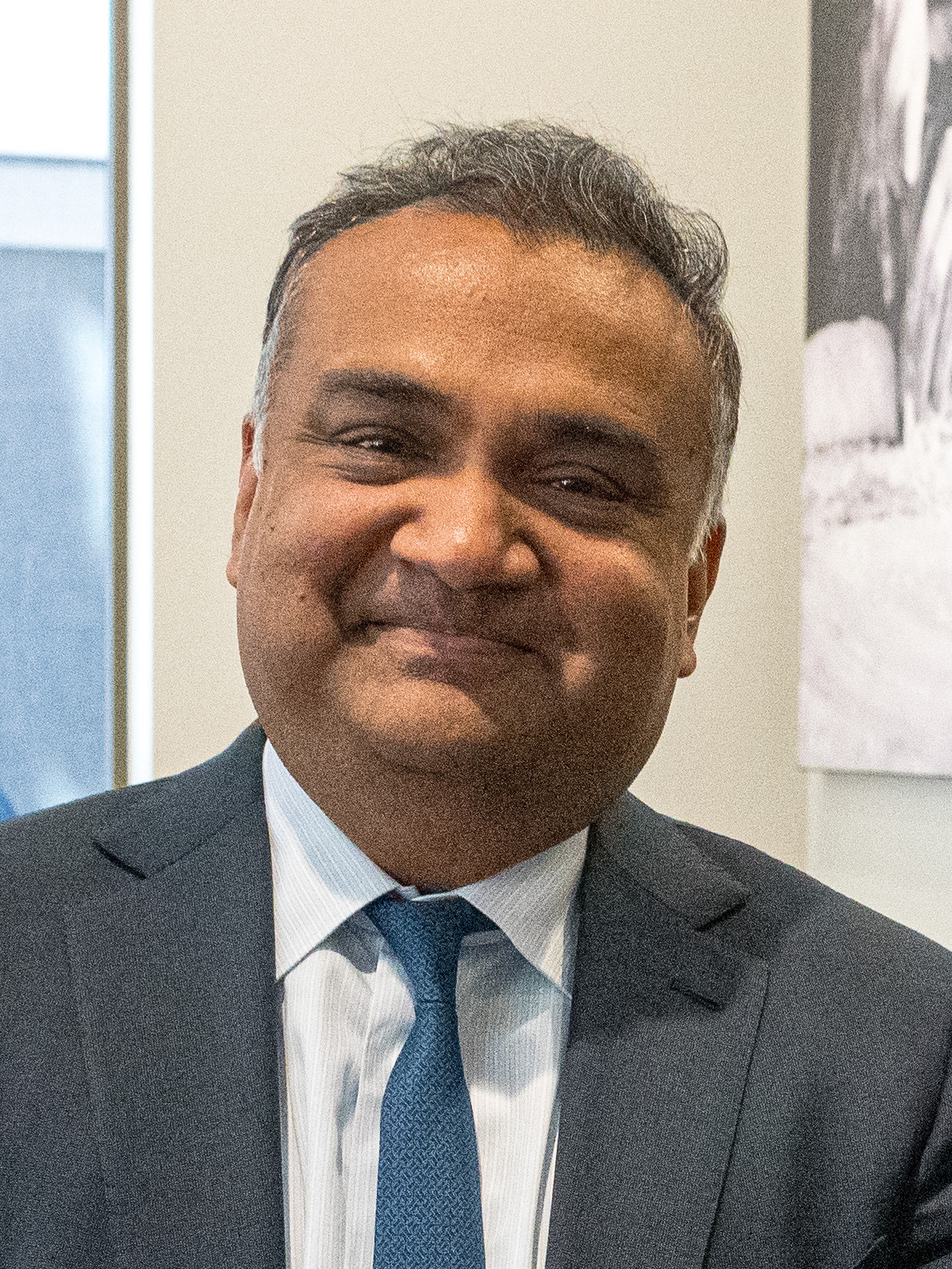
2023년 모습

닐 모한(Neal Mohan, 1973년 7월 14일 ~ )은 미국의 기업 경영자이자 현 유튜브의 최고경영자이다.
모한은 인디애나주 라피엣 (인디애나주)에서 태어났다. 1985년에 가족과 함께 인도로 이주하기 전까지 대부분의 어린 시절을 미국에서 보냈다. 1992년에 그는 다시 미국으로 돌아와 스탠포드 대학에 다녔다. 전기공학을 전공하고 1996년에 졸업했다. 모한은 넷그래비티(NetGravity)라는 스타트업에 합류하기 전에 액센츄어에서 일하기 시작했다. 곧 회사 내에서 유명한 인물이 되었다.
MBA 과정을 밟기 위해 2003년 스탠포드로 돌아온 후 넷그래비티의 모회사인 더블클릭 (기업)은 1997년 회사를 인수했으며 1999년 아바커스 다이렉트(Abacus Direct)의 또 다른 인수로 인해 심각한 문제를 겪기 시작했다. 이로 인해 궁극적으로 합병이 사실상 무효화되었다. 모한은 분할 이후 더블클릭의 새로운 CEO가 된 데이비드 로젠블라트(David Rosenblatt)에 의해 2005년에 회사에서 일하게 되었다. 이들은 함께 회사의 방향을 바꾸고 여전히 구글의 운영에 영향을 미칠 것으로 알려진 계획을 고안했다.
더블클릭은 2007년에 구글에 인수되었으며, 인수는 주로 구글 임원인 수전 워치츠키가 주도했다. 워치츠키와 모한은 이후 15년 동안 광범위하게 함께 일했다. 2015년 모한은 워치츠키가 CEO로 있던 유튜브의 CPO가 되었다. 2010년대 후반부터 2020년대 초반까지 유튜브 TV, 유튜브 뮤직, 유튜브 프리미엄, 유튜브 쇼츠 등 회사의 많은 사업을 주도했다. 2023년 2월 워치츠키가 사임하고 그녀가 사망하자 그는 워치츠키의 뒤를 이어 유튜브의 CEO가 되었다.